# Žleby
Žleby (německy Schleb) jsou obec v okrese Kutná Hora ve Středočeském kraji. Leží asi osmnáct kilometrů jihovýchodně od Kutné Hory a sedm kilometrů východně od města Čáslav. Žije v ní přibližně 1 400 obyvatel. Součástí obce jsou i vesnice Kamenné Mosty, Markovice a Zehuby.

## Název
Jméno mají Žleby od údolí řeky Doubravy, která tu vytvořila hluboký žleb – žlab. 

## Historie

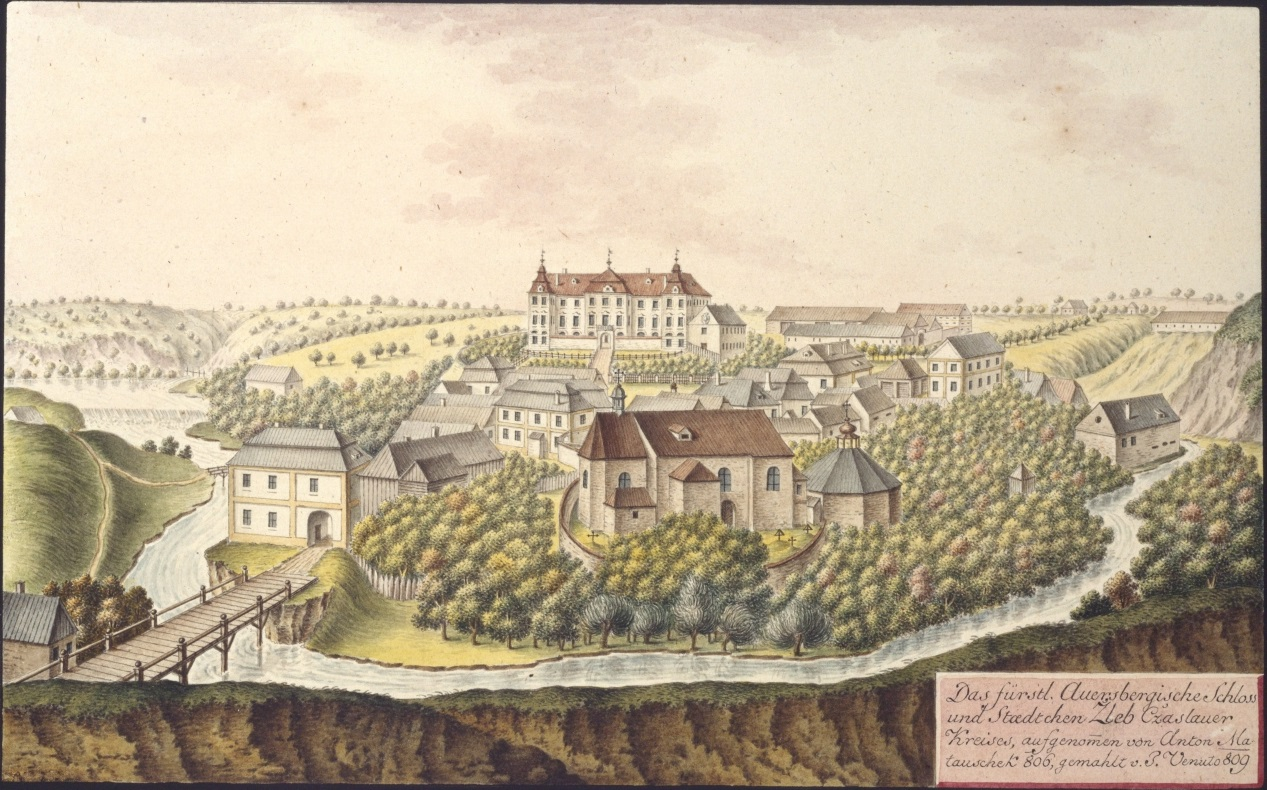
Pohled na zámek a městečko, kresba Johanna Venuta z roku 1809

První písemná zmínka o obci pochází z roku 1278. V tomto století tu byl založen hrad Jindřichem z Lichtenburku a dány počátky panství. V držení hradu se vystřídalo hodně majitelů i několik českých králů. Významnými rody byli páni z Meggau, Kaisersteinové, Schönfeldové a naposledy Auerspergové. Do roku 1848 tvořilo žlebské panství 20 vesnic. 
Na městečko byly Žleby povýšeny v roce 1356, kdy byly v držení císaře Karla IV. a byl jim dán do znaku stříbrný lev se zlatou korunkou, jazykem a zlatými drápy v černém štítě. Písemnosti o tom se nedochovaly. Tento znak byl roku 1697 od pozdějšího majitele Žleb svobodného pána z Kaisersteinu pozměněn a obdařen barvami ze znaku rodiny Kaisersteinu. Na černém štítu je Lev zlaté barvy a drží v tlapě zlatou lilii. V současné době se město vrátilo k původním barvám znaku a ponechalo lvu stříbrnou lilii.
Ve městě Žleby (2183 obyvatel, poštovní úřad, telegrafní úřad, telefonní úřad, katol. kostel, četnická stanice, sbor dobrovolných hasičů) byly v roce 1932 evidovány tyto živnosti a obchody: lékař, autodoprava, bednář, biograf Sokol, cihelna, cukrář, 5 obchodů s dobytkem, elektrárna, 3 holiči, 4 hostince, 2 hotely, hrnčíř, hudební škola, kamnář, kapelník, kavárna, klempíř, obchod s klobouky, 2 koláři, 2 kominíci, 2 kováři, 6 krejčí, lihovar, malíř, 3 mechanici, mlýn, natěrač, pražírna obilí, obchod s obuví Baťa, 6 obuvníků, 3 paliva, 2 pekaři, pila, pohřební ústav, 2 pokrývači, porodní asistentka, povoznictví, provazník, 2 rolníci, 7 řezníků, 3 sadaři, sedlář, 11 obchodů se smíšeným zbožím, Záložna Žlebská, stavitel, 2 obchody se střižním zbožím, studnař, výroba obuvnických svršků, tesařský mistr, 3 švadleny, 4 trafiky, 4 truhláři, velkostatek Auersperg, 4 zahradnictví, 3 zámečníci, zubní ateliér.
V obci Zehuby (přísl. Kamenné Mosty, 421 obyvatel, samostatná obec se později stala součástí Žlebů) byly v roce 1932 evidovány tyto živnosti a obchody: 3 hostince, kapelník, kovář, 2 rolníci, 3 obchody se smíšeným zbožím, 2 trafiky.

## Obyvatelstvo
| Rok            | 1869  | 1880  | 1890  | 1900  | 1910  | 1921  | 1930  | 1950  | 1961  | 1970  | 1980  | 1991  | 2001  | 2011  | 2021  |
| -------------- | ----- | ----- | ----- | ----- | ----- | ----- | ----- | ----- | ----- | ----- | ----- | ----- | ----- | ----- | ----- |
| Počet obyvatel | 2 324 | 2 761 | 2 773 | 2 762 | 2 803 | 2 641 | 2 308 | 1 759 | 1 798 | 1 629 | 1 512 | 1 339 | 1 270 | 1 233 | 1 341 |
| Počet domů     | 241   | 241   | 266   | 297   | 316   | 333   | 428   | 468   | 449   | 436   | 422   | 501   | 527   | 541   | 571   |

## Obecní správa

### Územněsprávní začlenění
Dějiny územněsprávního začleňování zahrnují období od roku 1850 do současnosti. V chronologickém přehledu je uvedena územně administrativní příslušnost obce v roce, kdy ke změně došlo:
- do 1849 země česká, kraj Čáslav, soudní okres Čáslav
- 1850 země česká, kraj Pardubice, politický okres Kutná Hora, soudní okres Čáslav[8]
- 1855 země česká, kraj Čáslav, soudní okres Čáslav
- 1868 země česká, politický i soudní okres Čáslav
- 1939 země česká, Oberlandrat Kolín, politický i soudní okres Čáslav[9]
- 1942 země česká, Oberlandrat Praha, politický i soudní okres Čáslav[10]
- 1945 země česká, správní i soudní okres Čáslav[11]
- 1949 Pardubický kraj, okres Čáslav[12]
- 1960 Středočeský kraj, okres Kutná Hora
- 2003 Středočeský kraj, obec s rozšířenou působností Čáslav

### Obecní symboly
Znak obce je historický, vlajka byla obci udělena rozhodnutím předsedy Poslanecké sněmovny Parlamentu České republiky dne 10. září 2020.

## Doprava
Dopravní síť
- Silnice – Obcí prochází silnice II/337 Uhlířské Janovice – Čáslav – Žleby – Třemošnice – Seč.

- Železnice – Obcí vede železniční trať 236 Čáslav–Třemošnice. Je to jednokolejná regionální sedmnáct kilometrů dlouhá trať situovaná na rozhraní středních a východních Čech, končící na úpatí Železných hor pod zříceninou gotického hradu Lichnice. První část tratě – Čáslav–Žleby – byla otevřena roku 1880. Zbývající úsek ze Žlebů do Třemošnice o dva roky později (14. února 1882). Na trati lze nalézt několik zajímavostí včetně úvraťové stanice Žleby, prvního drážního telefonu na českých tratích a unikátní, přes kilometr dlouhý, souběh železnice se silnicí. Na území obce leží dvě stanice dráhy: Žleby a Žleby zastávka.

Veřejná doprava 2011
- Autobusová doprava – Do obce vedly v pracovních dnech autobusové spoje např. do těchto cílů: Běstvina, Čáslav, Prachovice, Třemošnice a Vrdy (dopravce Veolia Transport Východní Čechy, a. s.).

- Železniční doprava – Po trati 236 jezdilo v pracovních dnech 12 párů osobních vlaků, o víkendu 6 párů osobních vlaků.

## Pamětihodnosti

### Zámek

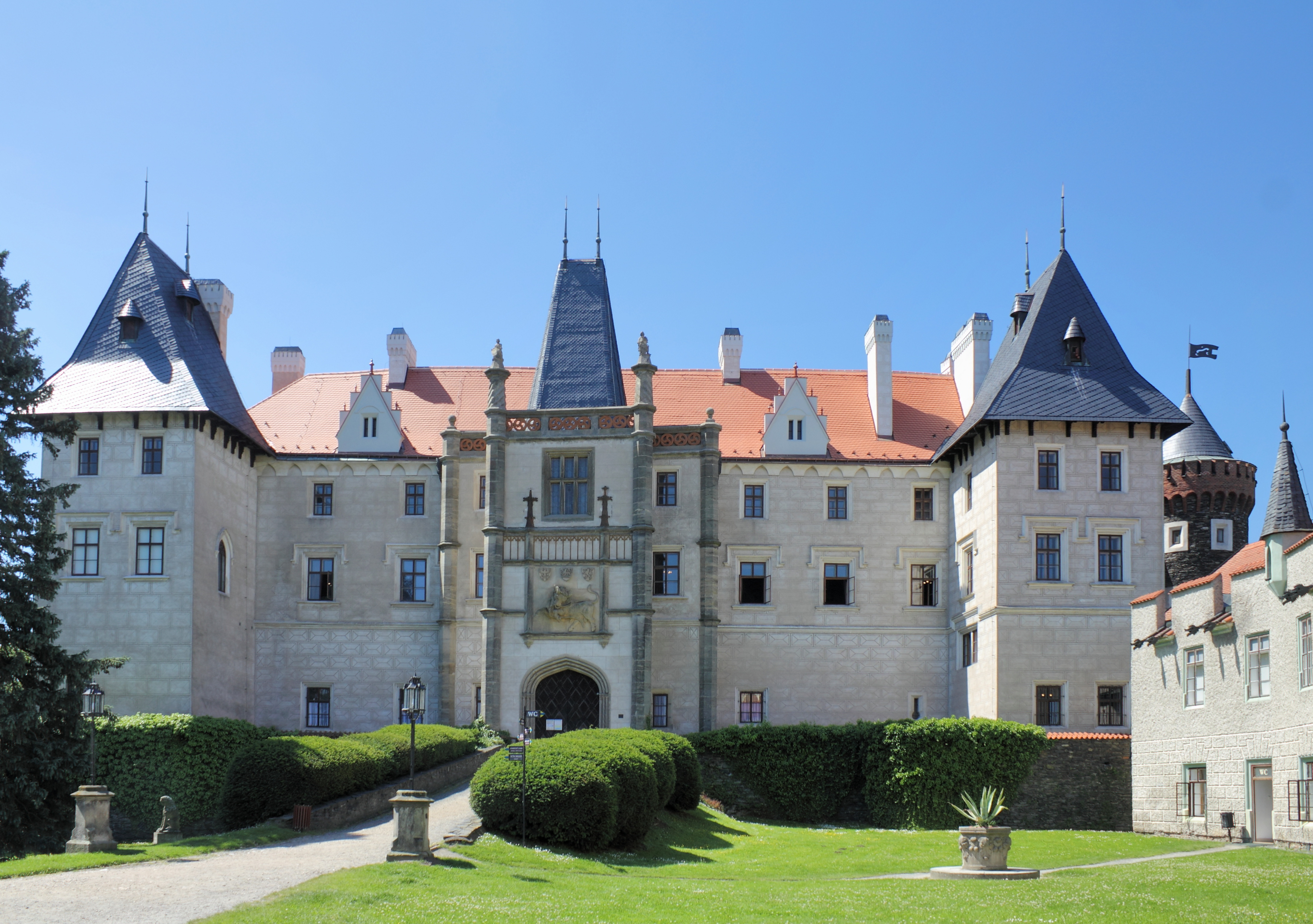
Zámek Žleby

Dominantou obce je bývalý zámek Auerspergů, tyčící se na ostrohu v meandru řeky Doubravy. Původně byl založen koncem 13. století jako gotický hrad Lichtemburků. Postupně střídal majitele a procházel přestavbami. Během 17. století byl přestavěn renesančně na zámek. V polovině 18. století podstoupil barokní úpravu. V letech 1849–1868 jej nechal tehdejší majitel Vincenc Karel Auersperg radikálně přestavět ve stylu anglické novogotiky. V roce 1945 byl zámek na základě Benešových dekretů zestátněn. Na zámku se nacházejí rozsáhlé sbírky zbraní a jiných starožitností. U zámku je rozsáhlý anglický park a obora.

### Další pamětihodnosti
- Kostel Narození Panny Marie - původně renesanční z roku 1540, přestaven v letech 1714 a 1775
- Stará hrobní kaple Auerspergů vedle kostela Narození Panny Marie, figurální náhrobek Vilemíny Auerspergové z roku 1780
- Kaplička Nejsvětější Trojice
- Zvonice na návrší u základní školy
- Boží muka
- Socha svatého Jana Nepomuckého
- Sloup se sochou Panny Marie – barokní ze druhé čtvrtiny 18. století
- Bývalá žlebská radnice – pseudogotická stavba z roku 1881 (stavitel E. Šel)
- Kamenný most (stavitel E. Šel)
- Lipová alej ze Žlebů směrem k již neexistující nové Auersperské hrobce (vybudována 1912, zrušena 1987) v Markovicích

## Osobnosti

### Rodáci
- Jaroslav Auerswald (1870–1931), herec a režisér
- Ludmila Formanová (* 1974), atletka
- Josef Kratochvíl (1878–1958), mineralog
- Karel Novák  (1862–1940), loutkoherec, hudební skladatel
- Jan Rulík (1744–1812), spisovatel, hudební skladatel a zpěvák

## Fotogalerie

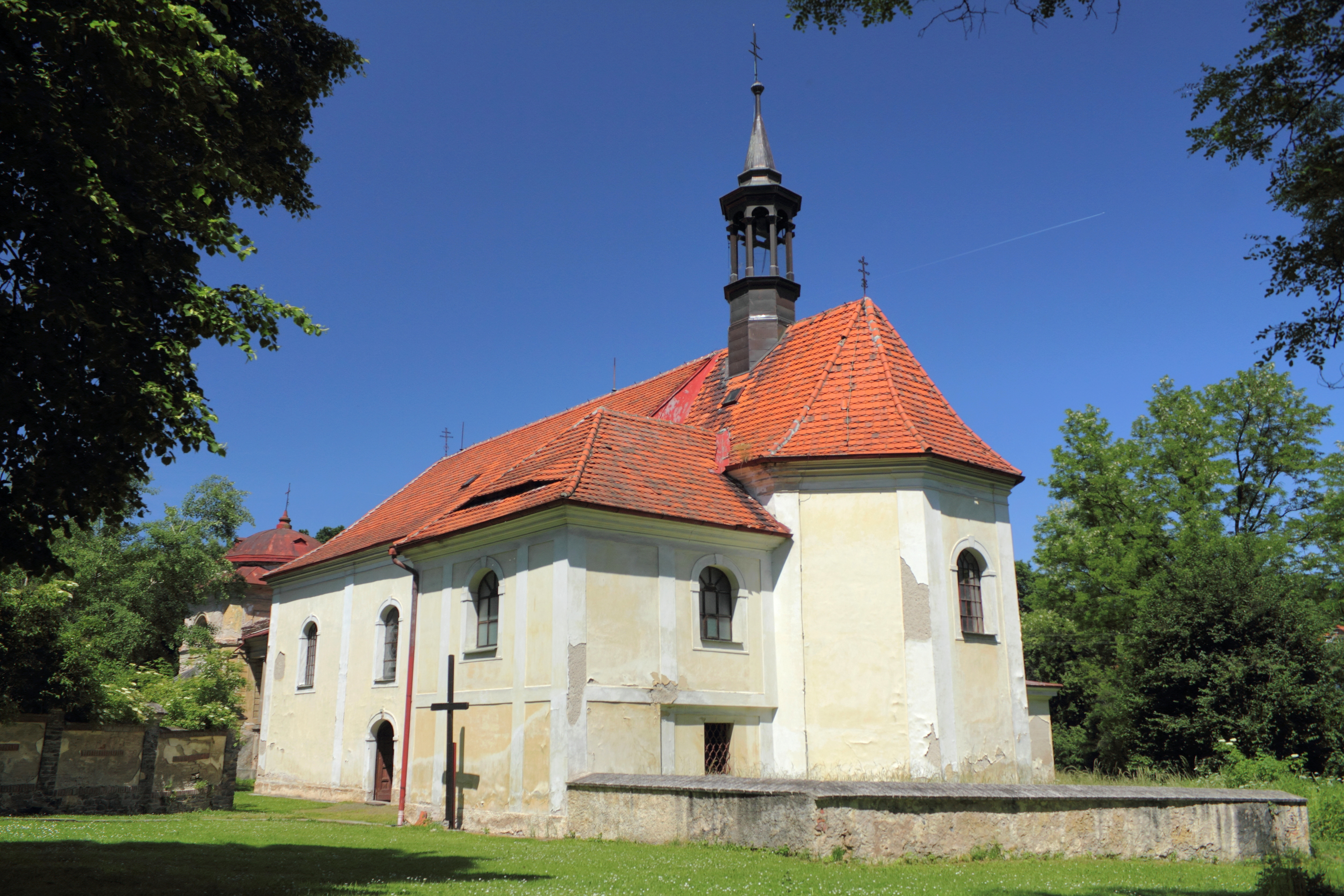
Kostel Narození Panny Marie
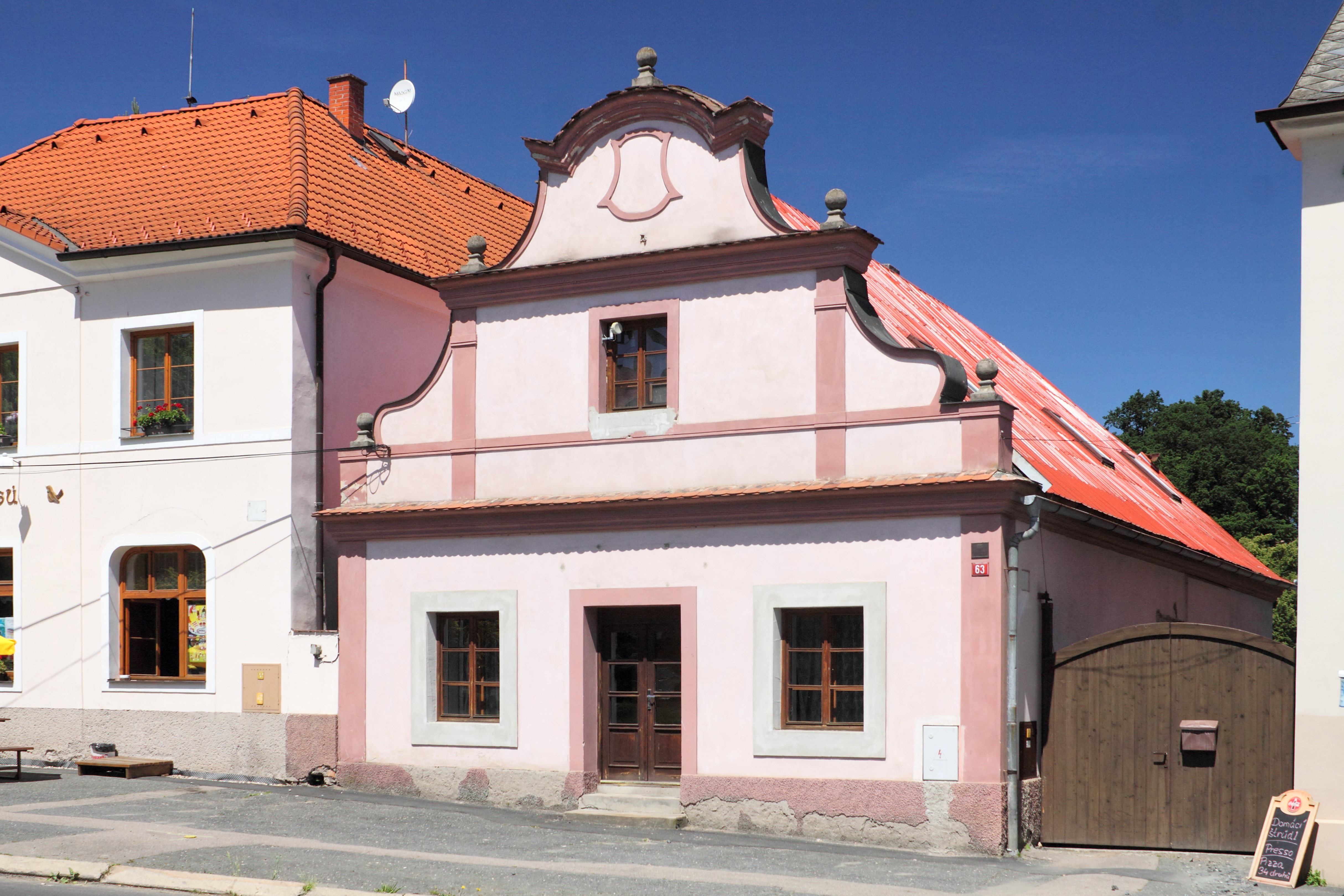
Dům čp. 63
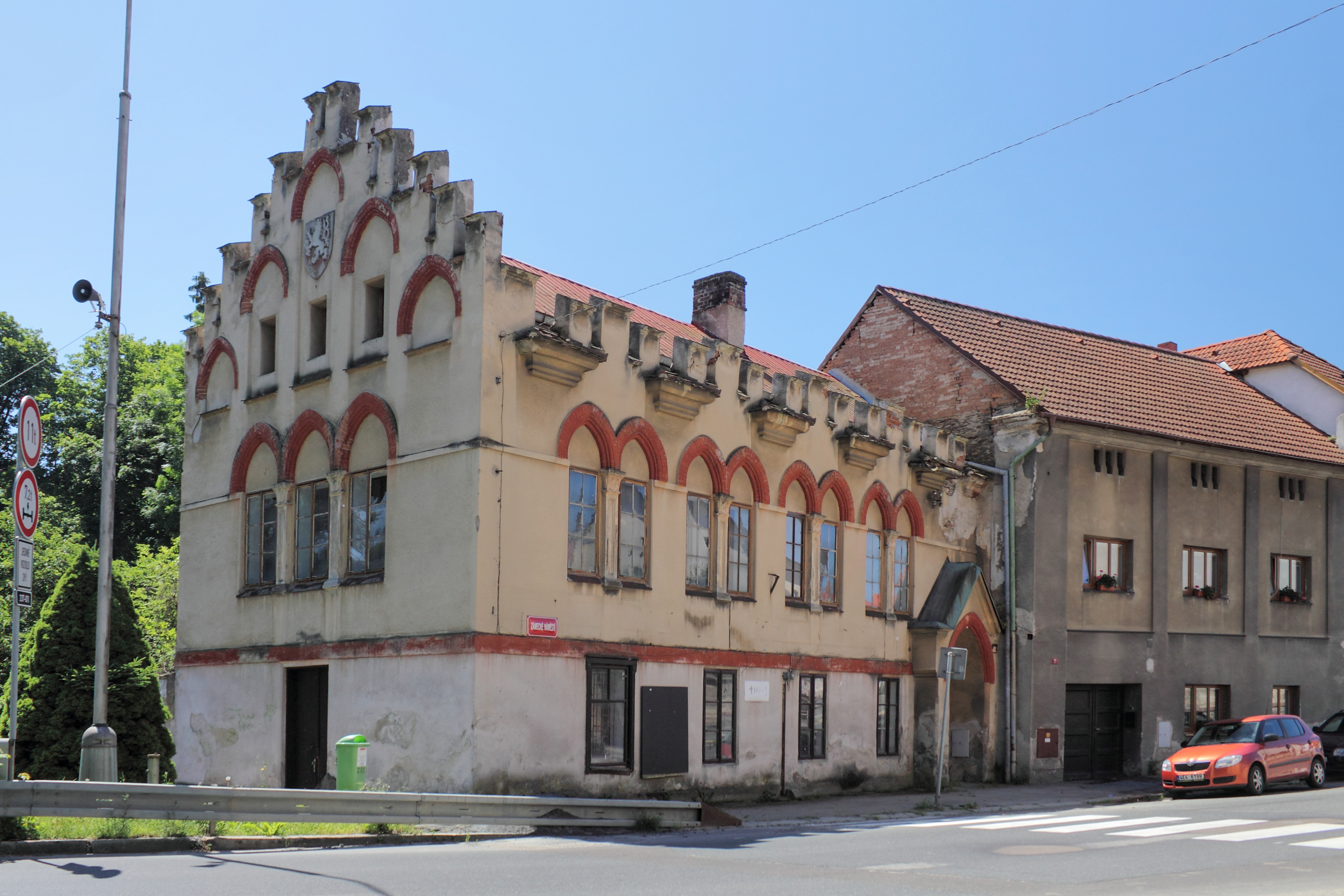
Stará radnice
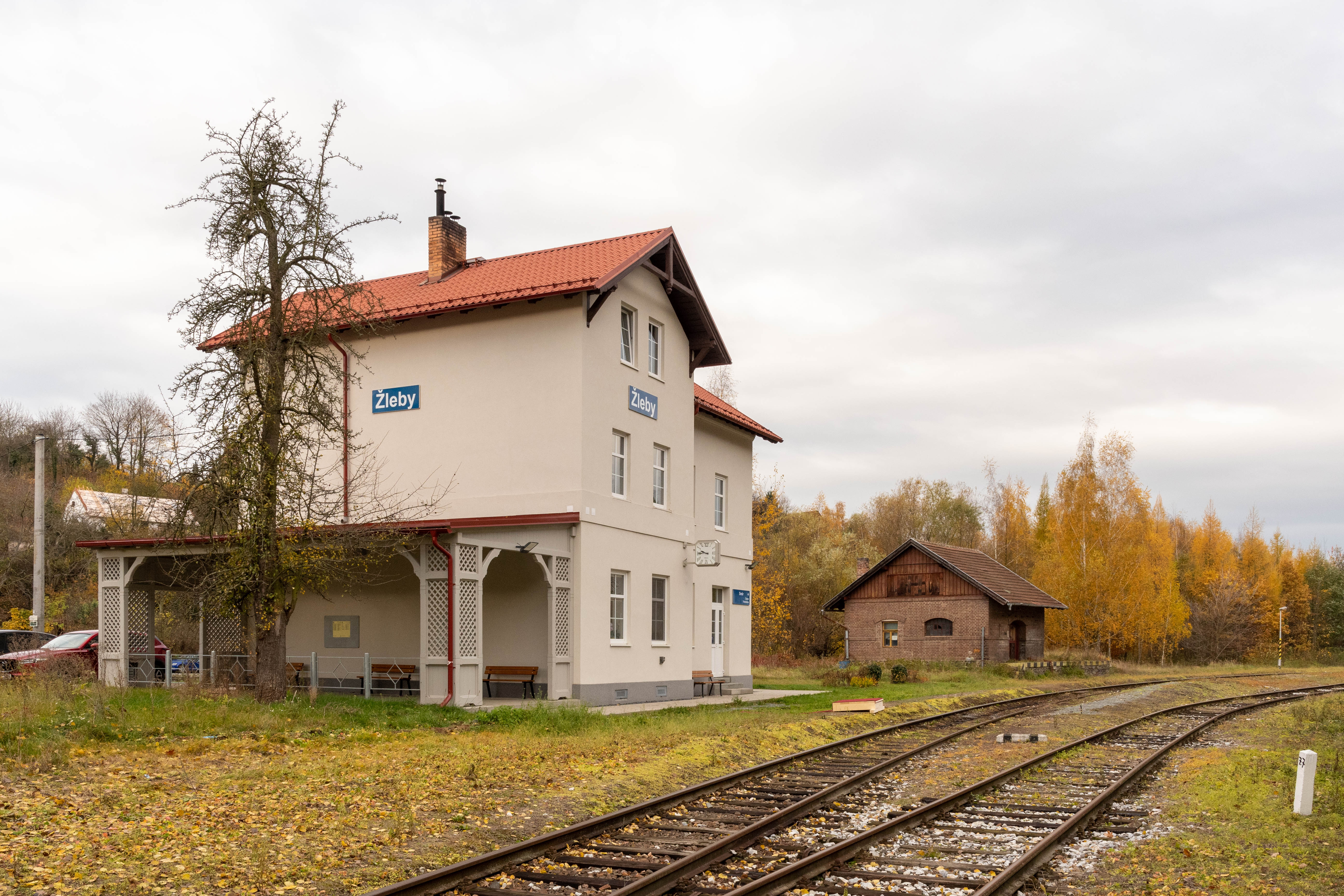
Železniční stanice Žleby
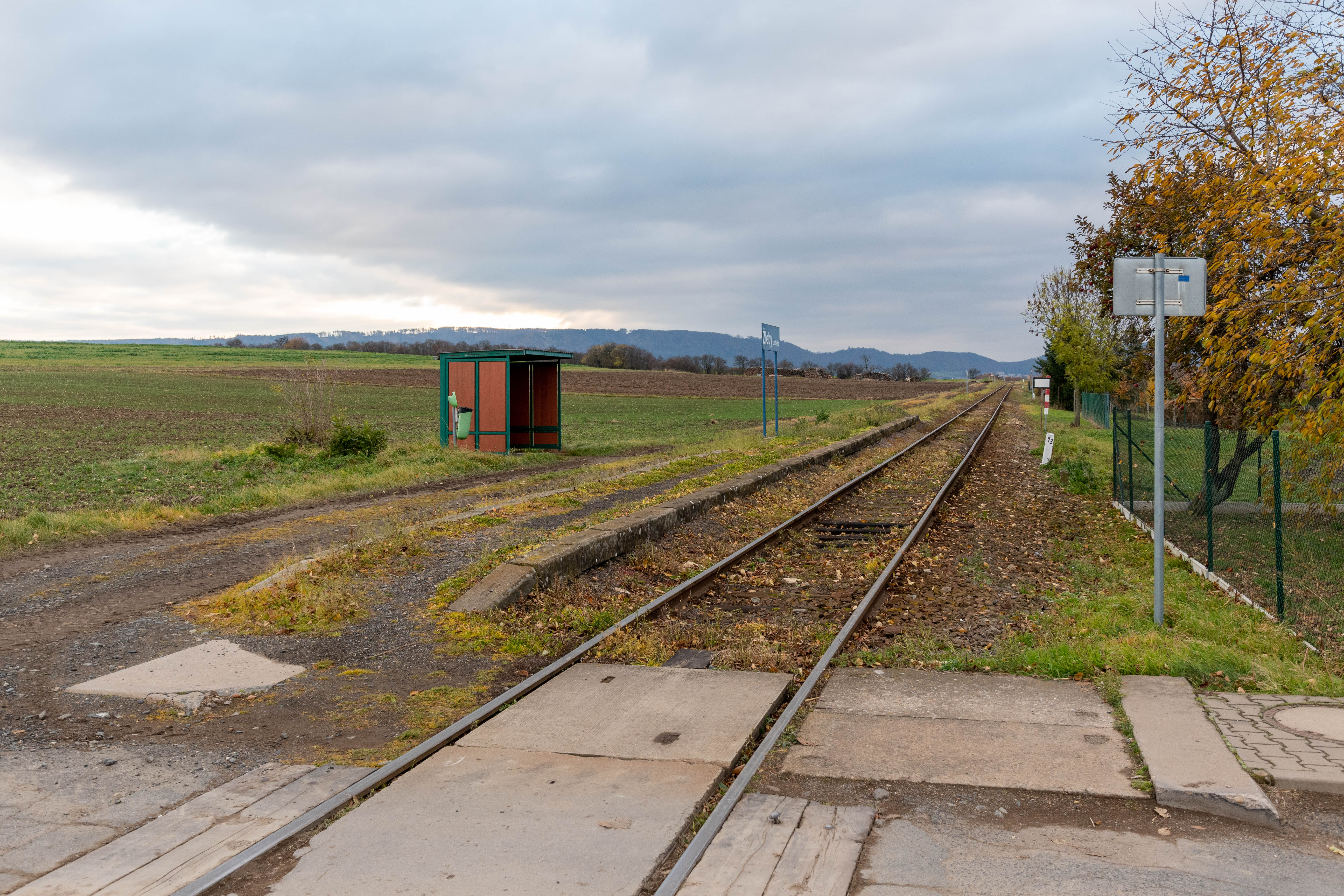
Železniční zastávka Žleby zastávka